# ماك كافيه
ماك كافيه(بالإنجليزية: McCafé)‏ سلسلة مقاهي تتبع شركة ماكدونالدز. أول انطلاق لها في أستراليا عام 1993م.

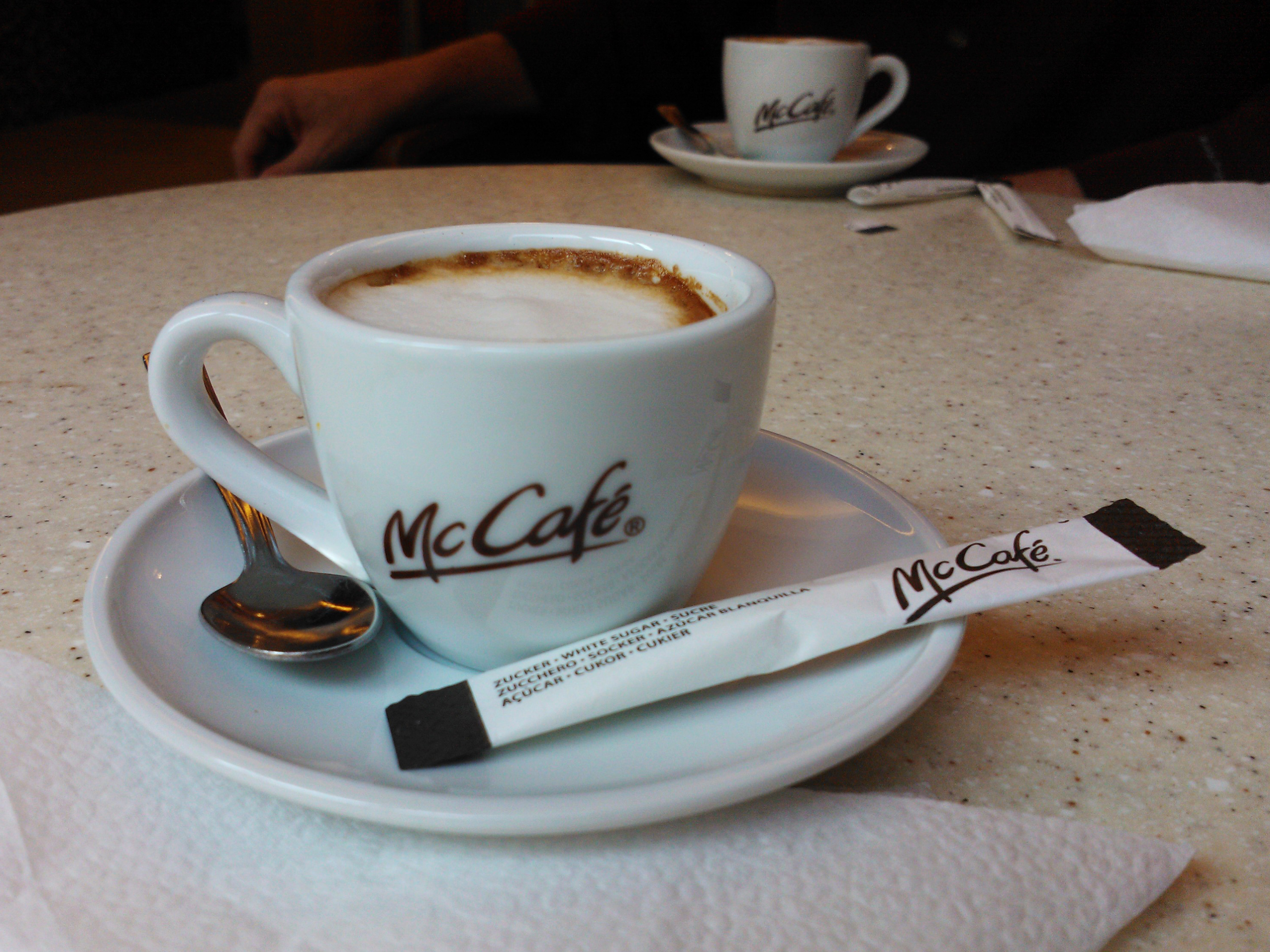
كابتشينو في إحدى مقاهي ماك كافيه،المجر